# Thoughtcrimes - Nella mente del crimine
Thoughtcrimes - Nella mente del crimine (Thoughtcrimes) è un film per la TV del 2003 diretto da Breck Eisner.

## Trama
Freya McAllister è una ragazza come tante, tranne per il fatto che riesce a leggere i pensieri della gente. Dopo aver passato 8 anni in un ospedale psichiatrico, una sera giunge il famoso Dr. Michael Welles, ricercatore psicologico, il quale insegna a Freya come far uso della sua telepatia, ma lei non sa che lui ha altri progetti in serbo per lei.